# Département Aderbissinat
Das Département Aderbissinat ist ein Département in der Region Agadez in Niger.

## Geographie

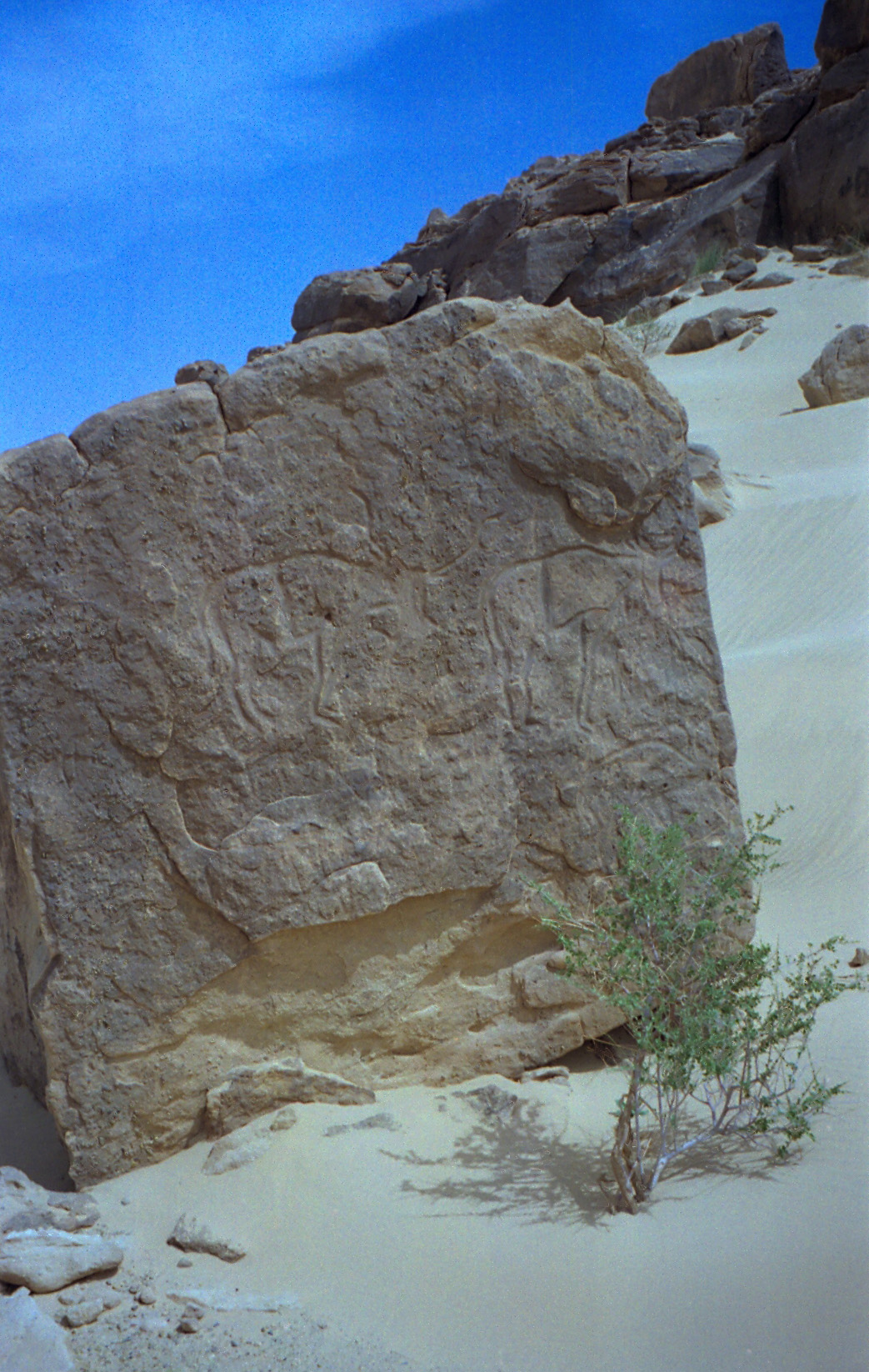
Sahara-Felsbilder im Departement Aderbissinat

Das Département liegt im Zentrum des Landes. Es erstreckt sich über das Gebiet der gleichnamigen Landgemeinde Aderbissinat.
Die Jagdzone von Tchintaborak ist eines der von der staatlichen Generaldirektion für Umwelt, Wasser und Forstwirtschaft festgelegten offiziellen Jagdreviere Nigers.

## Geschichte
Das Département geht auf den Verwaltungsposten (poste administratif) von Aderbissinat zurück, der 1988 errichtet wurde. 2011 wurde der Verwaltungsposten aus dem Departement Tchirozérine herausgelöst und zum Departement Aderbissinat erhoben.

## Bevölkerung
Das Département Aderbissinat hat gemäß der Volkszählung 2012 35.320 Einwohner. Von 2001 bis 2012 stieg die Einwohnerzahl jährlich durchschnittlich um 4,1 % (landesweit: 3,9 %).

## Verwaltung
An der Spitze des Départements steht ein Präfekt (französisch préfet), der vom Ministerrat auf Vorschlag des Innenministers ernannt wird.
| Amtszeit                      | Name                   |
| ----------------------------- | ---------------------- |
| 29. Feb. 2012 – 29. Jul. 2016 | Moussa Ousmane         |
| 29. Jul. 2016 – 9. Okt. 2018  | Bokli Najim            |
| 9. Okt. 2018 – 26. Jul. 2019  | Ameslamine Khamiss     |
| 26. Jul. 2019 – 8. Nov. 2021  | Nahindou Moussa        |
| 8. Nov. 2021 – 24. Mär. 2022  | Houma Mohamed dit Atan |
| 24. Mär. 2022 – 24. Aug. 2023 | Boubacar Abdou         |
| seit 24. Aug. 2023            | Abdellah Hamet         |